# Пастушок таїтянський
Пастушок таїтянський (Hypotaenidia pacifica) — вимерлий вид журавлеподібних птахів родини пастушкових (Rallidae). Був ендеміком Французької Полінезії.

## Поширення
Hypotaenidia pacificus відомий лише з картини Георга Форстера з Таїті (Французька Полінезія) в Британському музеї, написаної під час другої подорожі Джеймса Кука в 1773 році, хоча були повідомлення з Таїті до 1844 року, і з сусідньої Мехетії до 1930-х років. Типовий зразок зібраний та описаний Йоганном Рейнгольдом Форстером. Що сталося з цим зразком, достеменно невідомо.

## Опис
Птах був маленьким пастушком, ймовірно, приблизно 23 см завдовжки. Він характеризувався чорною верхньою частиною з білими плямами або смугами, білим черевом, горлом і надбрівною частиною, іржеподібною задньою частиною шиї та сірими грудьми. Верхня частина дзьоба була криваво-червона, а нижня, такого ж кольору, але мала світло-жовтий кінчик. Райдужна оболонка була червоною, а ноги й ступні тілесного кольору.